# ایمی مدیگان
ایمی مری مدیگان (انگلیسی: Amy Marie Madigan؛ زادهٔ ۱۱ سپتامبر ۱۹۵۰) یک هنرپیشه و موسیقی‌دان اهل ایالات متحده آمریکا است.

## گزیده فیلمشناسی
از فیلم‌ها یا برنامه‌های تلویزیونی که وی در آن نقش داشته‌است می‌توان به آثار زیر اشاره کرد.
- مکان‌هایی در قلب (۱۹۸۴)
- شاهزاده پنسیلوانیا (۱۹۸۸)
- سرزمین رؤیاها (۱۹۸۹)
- نیمه تاریک (فیلم) (۱۹۹۳)
- معشوق (فیلم) (۱۹۹۷)
- پولاک (فیلم) (۲۰۰۰)
- پروژه لارامی (۲۰۰۲)
- رفته عزیزم رفته (۲۰۰۷)
- ویرجینیا (فیلم ۲۰۱۰) (۲۰۱۰)
- نجات غریق (فیلم ۲۰۱۳) (۲۰۱۳)
- شیرین عاشق (۲۰۱۴)
- قوانین صدق نمی‌کنند (۲۰۱۶)
- روز بعد (۱۹۸۳)
- فریژر (۱۹۹۴)
- مزرعه (فیلم) (۲۰۰۴)
- گذر از زمستان (۲۰۰۵)
- ذهن‌های مجرم (۲۰۰۷)
- بهترین مثال (۲۰۰۸)
- آناتومی گری (مجموعه تلویزیونی) (۲۰۰۸–۲۰۰۹)
- بخش فوریت‌های پزشکی (مجموعه تلویزیونی) (۲۰۰۹)
- فرینج (۲۰۱۰–۲۰۱۱)
- آب و هوای آینده (۲۰۱۲)
- گریس و فرانکی (۲۰۱۶)
- چگونه از مجازات قتل فرار کرد (۲۰۱۶)
- زن آمریکایی (۲۰۱۸)
- شکار (۲۰۲۰)